# Famille Le Goazre
La famille Le Goazre est une famille bretonne dont plusieurs membres ont été des personnalités de la politique, des sciences et des lettres.

## Histoire
Suivant une tradition rapportée par Borel d'Hauterive mais qui n'est prouvée par aucun document, la famille Le Goazre, implantée en Cornouaille avant la fin du Moyen Âge, serait originaire d'Écosse.
Ce patronyme apparaît pour la première fois dans le rapport de la « monstre » (revue militaire de la noblesse) de l'évêché de Cornouaille qui s'est tenue à Carhaix les 4 et 5 septembre 1481.
Malgré leur appartenance à l'arrière-ban de Cornouaille, ainsi que les terres qui faisaient d'eux des seigneurs et les offices qui les assimilaient à la noblesse de robe, les Le Goazre ont été déboutés de leurs prétentions à la noblesse lors de la réformation de 1669.
Cependant, les Le Goazre ne se sont pas satisfaits de leur haut rang dans la bourgeoisie de Quimper. Ainsi, au début du XVIIIe siècle, François-Yves Le Goazre portait le titre d'écuyer, et son fils aîné François-Guillaume Le Goazre de Kervélégan, père d'Augustin Le Goazre de Kervélégan, était titré « marquis » dans certains actes.
Après avoir fait ajouter à son patronyme celui d'une ancêtre issu d'une lignée d'écuyers dont la noblesse avait été reconnue en 1668, la famille de Tréanna, Émile Le Goazre de Toulgoët-Tréanna est fait comte romain par un bref pontifical de 1881, régularisant ainsi un titre comtal indûment porté et transmis par son père.

## Armoiries et devise
Selon l'armorial général de France, les armoiries de François Goazre (1629-1720), conseiller au siège présidial de Quimper, se blasonnaient ainsi en 1697 : d’argent à une croix pattée de sinople cantonné de quatre molettes de sable.
La devise familiale était Laus Deo (« Gloire à Dieu ») ou, selon Émile de Toulgoët-Tréanna, Religio, patria, domina et meus rex, puis "A la grâce de Dieu".

## Branches
Les différentes branches de cette famille se distinguent par les noms de leurs propriétés, rattachés à leur patronyme par une particule d'apparence nobiliaire.
Par exemple, la branche des Le Goazre de Kervélégan, en Briec, était la plus puissante. Il y avait aussi des Le Goazre de Kermaonet en Cuzon, de Penesquen en Plonéour et de Toulgoët (Toulgoat) en Penhars. Ces derniers n'ont aucun lien de parenté avec la famille Le Gogal de Toulgoët.

## Personnalités
- Augustin Le Goazre de Kervélégan (1748-1825), parlementaire de 1789 à 1815 ;
- Auguste Le Goazre de Toulgoët (1816-1879), préfet et journaliste ;
- Émile Le Goazre de Toulgoët-Tréanna (1833-1925), historien ;
- Hervé de Toulgoët (en) (1911-2009), entomologue, notamment lépidoptériste.